# Asaphus
Asaphus is een geslacht van uitgestorven trilobieten uit het Ordovicium (rond 500 tot 450 miljoen jaar geleden), dat leefde in de zeeën van het toenmalige continent Baltica. Fossielen van deze trilobieten worden voornamelijk gevonden in het oosten van Europa. Het geslacht Asaphus valt onder de orde Asaphida. Trilobieten van dit geslacht zijn typisch tussen de drie en acht centimeter lang, met een glad cephalon dat duidelijk gescheiden is van het glabellum. De segmenten van het pygidium zitten bij dit geslacht aan elkaar vast. De soorten binnen het geslacht Asaphus waren benthische predatoren of detritivoren.
In het Ordovicium bevond zich in het oosten van Baltica een ondiepe binnenzee, waar zich een trilobietenfauna met een voor die tijd hoge diversiteit ontwikkelde. Er zijn twee onafhankelijke soortenreeksen waarbij de ogen, op steeds langere stelen kwamen te staan, de zogenoemde peduncula. Vermoedelijk groeven deze soorten zich in de zeebodem in, waarbij alleen de ogen boven het zand uitstaken. Deze ontwikkeling moet het gevolg zijn geweest van een selectiedruk, veroorzaakt door een stijgend aantal roofdieren of vanwege een grotere turbulentie van het zeewater.

## Zachte delen
Van slechts een twintigtal soorten trilobieten zijn zachte delen gevonden, waaronder vermoedelijk een poot van een enkel exemplaar van A. expansus, afkomstig van een Middel Ordovicische kalksteen uit het Baltisch gebied in de Russische Federatie.

## Verscheidenheid
- A. expansus (Wahlenberg, [1818]) (typesoort) synoniemen Entomostracites expansus, Entomolithus paradoxus α expansus
- A. acuminatus Boeck, 1838
- A. bottnicus Jaanusson
- A. broeggeri Schmidt, 1898
- A. cornutus Pander, 1830
- A. eichwaldi Schmidt
- A. heckeri (Ivantsov)
- A. holmi Schmidt, 1898
- A. ingrianus Jaanusson, 1953
- A. intermedius Lessnikova in Balashova, 1953
- A. knyrkoi Schmidt
- A. kotlukovi Lessnikova in Balashova, 1953
- A. kowalewskii Lawrow, 1856
- A. latus Pander, 1830
- A. laevissimus Schmidt, 1898
- A. lepidurus Neiszkowski, 1859
- A. minor
- A. neiszkowskii Schmidt, 1898
- A. pachyophthalmus
- A. platycephalus (Stokes, 1824)[3]
- A. plautini Schmidt, 1898
- A. punctatus Lessnikova, 1949
- A. raniceps Dalman, 1827
- A. robustus
- A. sulvevi Jaanusson
- A. vicarius (Toernquist, 1884)
- A. wahlenbergi

## Soorten die eerder zijn toegewezen aan Asaphus
Omdat het geslacht Asaphus vroeg werd opgericht, zijn veel soorten sindsdien opnieuw toegewezen aan geslachten in verschillende trilobietorden.
- A. angustifrons = Ptychopyge angustifrons
- A. armadillo = Nileus armadillo
- A. aspectans = Coronura aspectans
- A. barrandei = Basilicus barrandei
- A. brongniarti = Eohomalonotus brongniarti
- A. canadensis = Pseudogygites canadensis
- A. cawdori = Acaste cawdori
- A. corndensis = Ogyginus corndensis
- A. debuchii = Ogygiocarella debuchii
- A. devexus = Xenasaphus devexus
- A. duplicatus = Platycalymene duplicatus
- A. eichwaldi = Bollandia eichwaldi
- A. extans = Bathyurus extans
- A. fischeri = Pliomera fischeri
- A. frontalis = Niobe frontalis
- A. gemmuliferus = Phillipsia gemmulifera[4]
- A. globiceps = Bollandia globiceps[4]
- A. granuliferus = Bollandia globiceps[4]
- A. hausmanni = Odontochile hausmanni
- A. homfrayi = Asaphellus homfrayi
- A. latifrons = Stygina latifrons
- A. nasutus = Neoprobolium nasutus
- A. obsoletus = Bollandia obsoleta[4]
- A. palpebrosus = Symphysurus palpebrosus
- A. plicicostis = Plectasaphus plicicostis
- A. praetextus = Ogmasaphus praetextus
- A. selenourus = Odontocephalus selenourus
- A. seminiferus = Eocyphinium seminiferum[4]
- A. seticornis = Tretaspis seticornis
- A. stacyi = Homalopyge stacyi
- A. stokesii = Warburgella stokesii
- A. subcaudatus = Acaste subcaudata
- A. truncatulus = Phillipsia truncatula[4]
- A. tyrannus = Basilicus tyrannus